# یاشار علی
یاشار هدایت با تخلص یاشار علی روزنامه‌نگار آزاد است که در هاف‌پست و مجله نیویورک نوشته‌است.
در شیکاگو در در خانواده ای ثروتمند و دارای ارتباطات سیاسی که در ایران تحت آزار قرار گرفته بودند زاده شد. علی در اوک پارک در حومه شیکاگو بزرگ شد و به خاطر تبار ایرانیش از سن کم مورد قلدری قرار گرفت. او در دبیرستانی خصوصی تحصیل کرد و به همراه خانواده اش در سطح جهان سفرهای زیادی کرد ولی برای ورود به صنعت سرگرمی از ورود به دانشگاه صرفنظر کرد.
سپس به لس آنجلس نقل مکان کرد؛ و به عنوان دستیار تولید در برنامه‌هایی چون بخش فوریت‌های پزشکی و Chicago Hope کار کرد.
او پس از آن در کمپین‌های سیاسی متعدد از جمله کمپین استیو وستلی برای فرمانداری کالیفرنیا، و کمپین ریاست جمهوری ۲۰۰۸ هیلاری کلینتون' کار کرد. بنا بر سن فرنسیسکو کرانیکل علی به عنوان لابی گر فدرال کار کرده و هزاران دلار به نامزدهای دمکرات اهدا کرده‌است. علی به عنوان یکی از رؤسای ملی کمپین ریاست جمهوری ۲۰۰۸ کلینتون فعالیت کرد و از جمع‌آوری کنندگان برجستهٔ کمک‌های مالی برای این کمپین شد.. علی تری مکالیف رئیس کل وقت کمپین کلینتون (و فرماندار کنونی ویرجینیا) را مربی خود در سیاست می‌داند. علی و کلینتون در جریان این کمپین دوست شدند و کلینتون پیام‌هایی در ستایش علی به او ارسال کرده‌است که از سوی ویکی لیکس منتشر شده‌اند.
علی به عنوان قائم مقام رئیس دفتر گوین نیوسام شهردار سابق سان فرانسیسکو کار کرده‌است.
علی پس از فعالیت در سیاست حزب دمکرات کالیفرنیا به نیویورک نقل مکان کرد و در رسانه‌های متعددی مطلب نوشته‌است.
در ۴ اوت ۲۰۱۷ , علی گزارش کرد اریک بولینگ از مجریان فاکس نیوز به سه همکار زن خود در فاکس نیوز و فاکس بیزنس پیامک‌ها و تصاویر مستهجن ارسال کرده‌است. بولینگ در پاسخ یک دعوی قضایی تهمت در ایالت نیویورک علیه علی اقامه کرد. علی گفت پای درستی گزارشش می‌ایستد و از منابعی که این اطلاعات را به او دادند حفاظت می‌کند.
مجله تایم در تابستان ۲۰۱۹ علی را به عنوان یکی از ۲۵ اثرگذارترین افراد در توییتر معرفی کرد.